# Equitazione ai Giochi della V Olimpiade
Le competizioni di equitazione dei Giochi della V Olimpiade si sono svolte dal 28 luglio al 9 agosto 1912 a Stoccolma. Si sono disputati sei eventi: concorso completo individuale e a squadre, dressage individuale e a squadre, salto ostacoli individuale e a squadre.

## Podi
| Evento                                   | Oro                                                                            | Perform. | Argento                                                                                      | Perform. | Bronzo                                                                               | Perform. |
| Dressage individuale (dettagli)          | Carl Bonde                                                                     | 15       | Gustaf Adolf Boltenstern                                                                     | 21       | Hans von Blixen-Finecke                                                              | 32       |
| Salto ostacoli individuale (dettagli)    | Jacques Cariou                                                                 | 186/55   | Rabod Wilhelm von Kröcher                                                                    | 186/53   | Emmanuel de Blommaert de Soye                                                        | 185      |
| Salto ostacoli a squadre (dettagli)      | Svezia Gustaf Lewenhaupt Gustaf Kilman Hans von Rosen Fredrik Rosencrantz      | 545      | Francia Pierre Dufour d'Astafort Jacques Cariou Bernard Meyer Albert Seigner                 | 538      | Germania Sigismund Freyer Wilhelm von Hohenau Ernst Deloch Federico Carlo di Prussia | 530      |
| Concorso completo individuale (dettagli) | Axel Nordlander                                                                | 46,59    | Harry von Rochow                                                                             | 46,42    | Jacques Cariou                                                                       | 46,32    |
| Concorso completo a squadre (dettagli)   | Svezia Axel Nordlander Nils Adlercreutz Ernst Casparsson Henric Horn af Åminne | 139,06   | Germania Harry von Rochow Richard von Schaesberg-Thannheim Eduard von Lütcken Carl von Moers | 138,48   | Stati Uniti Ben Lear Jack Montgomery Guy Henry Ephraim Graham                        | 137,33   |

## Medagliere
| Posizione | Paese       | Oro | Argento | Bronzo | Totale |
| --------- | ----------- | --- | ------- | ------ | ------ |
| 1         | Svezia      | 4   | 1       | 1      | 6      |
| 2         | Francia     | 1   | 1       | 1      | 3      |
| 3         | Germania    | 0   | 3       | 1      | 4      |
| 4         | Belgio      | 0   | 0       | 1      | 1      |
| 4         | Stati Uniti | 0   | 0       | 1      | 1      |
| Totale    | Totale      | 5   | 5       | 5      | 15     |